# Finot Castaño
José Finot Castaño Ramírez (Manizales, 19 de julio de 1939) es un exjugador y entrenador colombiano. 

## Biografía
Nació en Manizales. Empezó su carrera como futbolista  en la posición de defensa en el Once Caldas, y de allí pasó al Deportes Quindío y luego al Club Macara de Ecuador. Luego fue defensa en Millonarios, club con el que fue campeón en 1963 y 1964. 
Dirigió a la Selección Colombia Sub-20 en 1987, obteniendo el Campeonato Sudamericano Sub-20 de 1987.
Fue director técnico de Cortuluá en 1992, y de Independiente Santa Fe en 1996. 

## Clubes

### Como jugador
| Equipo           | País     | Período |
| ---------------- | -------- | ------- |
| Once Caldas      | Colombia |         |
| Deportes Quindío | Colombia |         |
| Club Macara      | Ecuador  |         |
| Millonarios FC   | Colombia |         |

### Como entrenador
| Equipo                       | País     | Período |
| ---------------------------- | -------- | ------- |
| Selección de Colombia sub-20 | Colombia | 1987    |
| Cortuluá                     | Colombia | 1992    |
| Independiente Santa Fe       | Colombia | 1996    |

## Palmarés
| Título                        | Equipo         | País     | Año  |
| ----------------------------- | -------------- | -------- | ---- |
| Campeonato colombiano de 1963 | Millonarios FC | Colombia | 1963 |
| Campeonato colombiano de 1964 | Millonarios FC | Colombia | 1964 |